# 分歧點事件
〈分歧點事件〉（英語：The Nexus Event）是美國超級英雄類型的網路影集《洛基》的第一季的第四集，本集由艾瑞克·馬丁（Eric Martin）編劇，凱特·赫倫執導，於2021年6月30日在Disney+首播。本集为漫威電影宇宙的系列作品之一，與漫威電影宇宙系列電影處於同一架空世界和共同世界。湯姆·希德斯頓繼續飾演漫威電影宇宙系列電影中的角色洛基，蘇菲雅·迪馬蒂諾出演洛基的女性版本變體希薇，主演還包括古古·瑪芭塔-勞、烏米·馬薩庫、莎夏·蓮恩和歐文·威爾森。

## 劇情
希薇和洛基被困於拉曼提斯的衛星上。她告訴洛基，自己在少女時期被洛斯蕾爾從阿斯嘉抓捕至時間變異管理局，希薇趁機逃脫。自此她一直躲避追捕，藏身於眾多末日事件之中。當前，拉芙娜·洛斯蕾爾告訴梅比斯·M·梅比斯，獵人C-20已經被刪除，但並未告知他確切原因。洛基和希薇互相暗生情愫，造成嚴重程度前所未有的分歧點事件。時間變異管理局探知他們的所在位置，將兩人逮捕。洛基對梅比斯稱，時間變異管理局的所有職員均是變體，他們被時間守護者洗腦，喪失此前的記憶。梅比斯起初並不相信，他為了懲罰洛基而將他置於時間循環之中，洛基反復遭到希芙的襲擊。梅比斯暗中拿到洛斯蕾爾的時間平板，發現獵人C-20在影片檔案中的供詞與洛基的說法一致。獵人B-15將希薇帶回希文山，感知到自己被隱藏的過去經歷。梅比斯從時間循環中帶回洛基，正面遭遇洛斯蕾爾。梅比斯被刪除。洛斯蕾爾與瞬息特警將洛基和希薇帶至時間守護者的面前。在獵人B-15的幫助下，洛基和希薇逐個消滅瞬息特警。希薇擊昏洛斯蕾爾之後，擊殺一名時間守護者。三人發現這裡的時間守護者均是由人形機器人裝扮而成。甦醒的洛斯蕾爾將洛基刪除。憤怒的希薇沒有殺死洛斯蕾爾，逼迫她說出真相。
在片尾彩蛋中，洛基在一個未知之地甦醒並遭遇自己的四名變體。

## 製作

### 開發
2018年9月，報道稱漫威影業正在為該平台開發數個迷你網路影集，其中包括以洛基為主要角色的影集。2018年11月，迪士尼首席執行官羅伯特·艾格確認該影集正在開發中，湯姆·希德斯頓繼續飾演漫威電影宇宙系列電影中的角色洛基。2019年2月，麥可·沃爾德倫被選定為節目統籌兼執行製片人。8月，凱特·赫倫被聘為影集導演。麥可·沃爾德倫、凱特·赫倫和主演湯姆·希德斯頓以及漫威影業的凱文·費吉、路易斯·德·埃斯波西托（Louis D'Esposito）、維多莉亞·阿隆索和斯蒂芬·布魯薩德（Stephen Broussard）擔當執行製片人。本集標題為〈分歧點事件〉（The Nexus Event），由艾瑞克·馬丁（Eric Martin）編劇。

### 選角
本集的主要角色包括湯姆·希德斯頓飾演的洛基、蘇菲雅·迪馬蒂諾出演洛基的女性版本希薇、古古·瑪芭塔-勞飾演的拉芙娜·洛斯蕾爾、烏米·馬薩庫飾演的獵人B-15、莎夏·蓮恩飾演的獵人C-20和歐文·威爾森飾演的梅比斯·M·梅比斯:43:49–44:28。
此外，洛基的其他版本變體出現於影集之中，理查·E·格蘭特出演經典洛基（Classic Loki），傑克·維爾出演少年洛基（Kid Loki），道比·歐帕瑞出演自負洛基（Boastful Loki），凱莉·佛萊明出演少女希薇（Kid Sylvie）:45:13–45:26; 45:53。傑米·亞歷山大回歸友情客串出演希芙。

### 拍攝
主體拍攝在喬治亞州亞特蘭大的松林製片廠開機:9。凱特·赫倫擔當導演，奧特姆·杜拉德·阿卡波擔當攝影指導:2。製作組開始在亞特蘭大都會區取景拍攝，亞特蘭大馬奎斯萬豪酒店在影集中被布置成時間變異管理局的總部。

### 特效
後期特效製作公司包括、數字王國3.0、光影魔幻工業和:46:58–47:18。

## 發行
〈分歧點事件〉於2021年6月30日在Disney+首播。

## 迴響
〈分歧點事件〉得到整體好評。根据評論匯總网站爛番茄汇总的33篇评论文章，88%的评论家给予该作正面评价，使之獲得「認證新鮮」標識，平均打分为7.8分（满分10分）。

## 資料來源
1. ↑  Kroll, Justin. . Variety. 2018-09-18  [2018-09-18]. （原始内容存档于2018-09-19） （美国英语）.
2. ↑  Chmielewski, Dawn C.; Hipes, Patrick. . Deadline Hollywood. 2018-11-08  [2018-11-09]. （原始内容存档于2018-11-08） （美国英语）.
3. ↑  Kit, Borys. . The Hollywood Reporter. 2019-02-15  [2019-02-18]. （原始内容存档于2019-02-18） （美国英语）.
4. 1 2  Vejvoda, Jim. . IGN. 2019-08-24  [2019-08-24]. （原始内容存档于2019-08-24） （美国英语）.
5. ↑  Anderson, Jenna. . ComicBook.com. 2021-05-19  [2021-05-19]. （原始内容存档于2021-05-20） （美国英语）.
6. 1 2 3  Sepinwall, Alan. . Rolling Stone. 2021-06-30  [2021-06-30]. （原始内容存档于2021-06-30） （美国英语）.
7. ↑  Adlakha, Siddhant. . IGN. 2021-06-30  [2021-06-30]. （原始内容存档于2021-06-30） （美国英语）.
8. 1 2 3  Martin, Eric. . . 第1季. 第4集. 2021-06-30  [2021-07-07]. Disney+. （原始内容存档于2021-07-15） （美国英语）.片尾演職員表於42:26開始。
9. ↑  Keane, Sean. . CNET. 2021-06-30  [2021-06-30]. （原始内容存档于2021-06-30） （美国英语）.
10. ↑  Fullerton, Huw. . Radio Times. 2021-06-30  [2021-06-30]. （原始内容存档于2021-06-30） （美国英语）.
11. ↑  Sandberg, Bryn Elise. . The Hollywood Reporter. 2020-07-02  [2020-07-02]. （原始内容存档于2020-07-02） （美国英语）.
12. 1 2   (PDF). Disney Media and Entertainment Distribution.   [2021-06-06]. （原始内容存档 (PDF)于2021-06-06） （美国英语）.
13. ↑  Fisher, Jacob. . Discussing Film. 2019-11-16  [2019-11-17]. （原始内容存档于2019-11-16） （美国英语）.
14. ↑  Walljasper, Matt. . Atlanta. 2020-02-29  [2020-03-02]. （原始内容存档于2020-03-02） （美国英语）.
15. ↑  Whitbrook, James. . io9. 2021-04-05  [2021-04-05]. （原始内容存档于2021-04-05） （美国英语）.
16. ↑  Frei, Vincent. . Art of VFX. 2021-05-19  [2021-06-07]. （原始内容存档于2021-06-07） （美国英语）.
17. ↑  . The Futon Critic.   [2021-06-30]. （原始内容存档于2021-06-30） （美国英语）.
18. ↑  . Rotten Tomatoes. Fandango Media.   [2021-08-07] （美国英语）.

## 外部連結
- 互联网电影数据库上分歧點事件的资料（英文）
- 漫威官網提供的本集指南 （页面存档备份，存于）
- 漫威官網提供的本集回顧 （页面存档备份，存于）